# 2034: رواية عن الحرب العالمية القادمة
2034: رواية الحرب العالمية القادمة هي رواية صدرت عام 2021 كتبها إليوت أكرمان والأدميرال المتقاعد جيمس جي ستافريديس.     

## الملخص
رواية 2034 هي رواية إثارة جيوسياسية تتخيل الحرب العالمية الثالثة على أنها صراع بحري بين الولايات المتحدة والصين في بحر الصين الجنوبي في عام 2034.

## الخلفية
اختار المؤلفون كتابة 2034: رواية عن الحرب العالمية القادمة كقصة تحذيرية لحث القراء على مواجهة الحقائق الخطيرة للتنافس الجيوسياسي بين الولايات المتحدة والصين. 